# 日本語の方言のアクセント

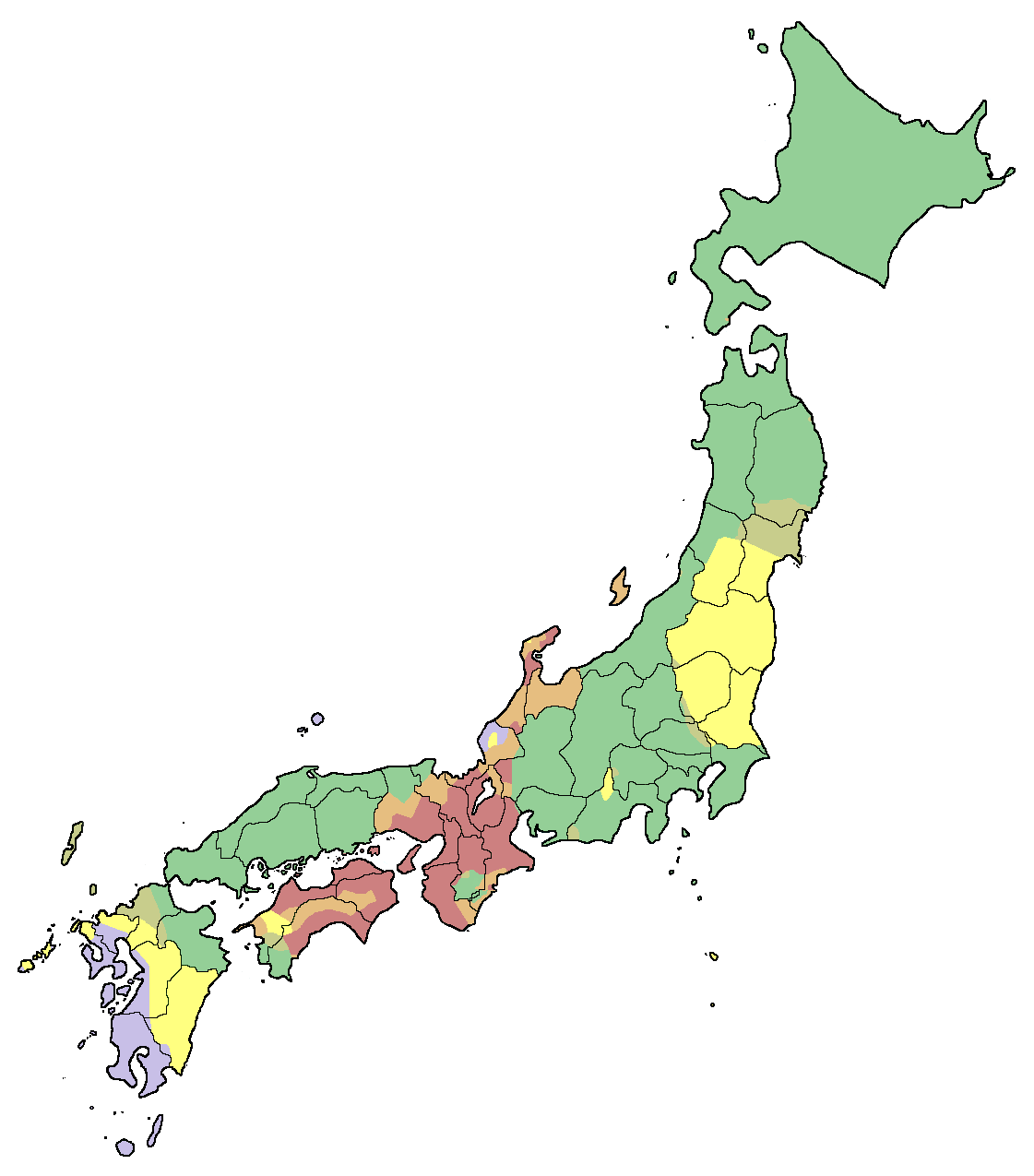
日本語の方言のアクセント概観
京阪式およびその亜種
東京式
N型
無型
京阪-東京 中間型
東京-無 中間型

日本語の方言のアクセント（にほんごのほうげんのアクセント）では、日本語のアクセントの地域による違いや分布、またアクセントの歴史について記述する。
日本語の多くの方言は、英語のような強弱アクセントではなく、高低アクセントを持っており、単語または文節ごとに、音の高低の配置が決まっている。その配置に地域による方言差があり、代表的なものに東京式アクセント（乙種アクセント）と京阪式アクセント（甲種アクセント）がある。京阪式アクセントは近畿を中心とした地域に分布し、東京式アクセントはそれを東西から挟むように東日本や中国地方など広い範囲に分布する。東京式アクセントでは音が高い部分から低い部分へ下がる位置がどこにあるかによってアクセントを区別するが、京阪式アクセントでは下がる位置だけでなく語頭が高いか低いかも区別する。また九州西南部などに分布する二型アクセントでは、アクセントが2種類に限定されており、下がる位置は有意味ではないと考えられている。一部の方言では音韻的に有意味なアクセントがなく、無アクセントと呼ばれる。
アクセントは地域間で規則的な対応関係があり、このことから全国のアクセントは過去の同一のアクセントが変化したものと考えられている。

## 日本語アクセントの体系と表記
有アクセントの多くの方言では、音が下がる位置がどこにあるかが区別される。例えば東京方言で「雨が」は「あめが」と発音され「あ」の後に下がり目がある（高く発音する部分を太字で表す。以下同じ）。「足が」は「あしが」と発音され「し」の後に下がり目があり、「風が」は「かぜが」と発音され下がり目がない。下がり目の直前の拍には、アクセント核と呼ばれる、ピッチ変動をもたらす特徴があると考えられる。東京の場合、アクセント核はその次の拍を下げる働きがあるため、下げ核と言い、○で表す。東京方言の「雨」は○○型を持ち、「足」は○○型で、「風」は○○型（アクセント核なし）である。アクセント核がある型を有核型、ない型を無核型と呼ぶ。
東京の場合、音の上昇は単語固有のアクセントではない。東京方言では、間を区切らずひとまとまりに発音した部分（「句」と呼ぶ）の1拍目と2拍目の間に音の上昇がみられる（1拍目にアクセント核がある場合は、1拍目の前に上昇がある）。この、句ごとに現れる音調を句音調と呼ぶ。「この、かぜが」「この、あしが」と区切って発音すればそれぞれの最初に上昇が現れるが、区切らずに発音すれば「このかぜが」「このあしが」のように最初にしか上昇は現れない。○を使った表記は、アクセントだけを取り出し抽象化したものであり、「かぜが」「あしが」のような表記は、アクセントと句音調の性質を同時に表記したものである。発話における実際の発音では、アクセントだけでなく、句音調や、焦点となる語の最初に現れる上昇（プロミネンス）、疑問文での文末の上昇（イントネーション）が加わって音調が決まる。
○○型と○○型のように、東京方言では無核型と、最後の拍にアクセント核がある型は、そのままの形では発音の区別はつかない。たとえば、「鼻」と「花」はどちらも「はな」で違いはない。しかし、「が」などの助詞を付けると、「はなが」（鼻が）と「はなが」（花が）で区別できる。「が」のような助詞は固有のアクセントを持たず、自立語のアクセントに従属する。以上のことから、以下では音調を表すときに可能な限り助詞付きの形で示している。
京阪式アクセントなどでは、拍内で下降が聞かれることがあり、この場合、拍の最初が高く最後が低い。例えば京阪では「雨」には2拍目に拍内下降があるが、これを「あめぇ」のように表記する。

## 方言間の対応関係
日本語のアクセントは地方によって異なっているが、無秩序に異なっているのではなく、規則的な対応関係がある。たとえば「風が」「鳥が」「牛が」を東京で「低高高」と発音し、京都で「高高高」と発音する。「足が」「犬が」「月が」を東京で「低高低」、京都で「高低低」と発音する。「雨が」「秋が」「声が」を東京で「高低低」、京都で「低高低」と発音する。このような規則的な対応関係は、東京と京都だけでなく全国の方言間にあり、このことは、全国の方言アクセントが一つの祖アクセント体系から分かれ出たことを意味する。祖体系に存在したと推定されるアクセント型の区別に従い単語を分類した各グループを類（語類）と呼ぶ。2拍名詞には第1類から第5類までの5つの類があり、前述の「風・鳥・牛」は第1類、「足・犬・月」は第3類、「雨・秋・声」は第5類である。文献資料に残る平安時代の京都のアクセントは、この5つの類を区別し、それぞれの類の語彙が異なるアクセント型を持っていた。現代諸方言のアクセントは、祖体系が様々な変化をしてできたものと考えられ、各地とも変化の過程ではいくつかの類が統合して同じ型になっている。現代諸方言のアクセントは、各類がその地でどのような組み合わせで統合しているか、また各類がどういう型になっているかによって比較することができる。

## 各種のアクセント

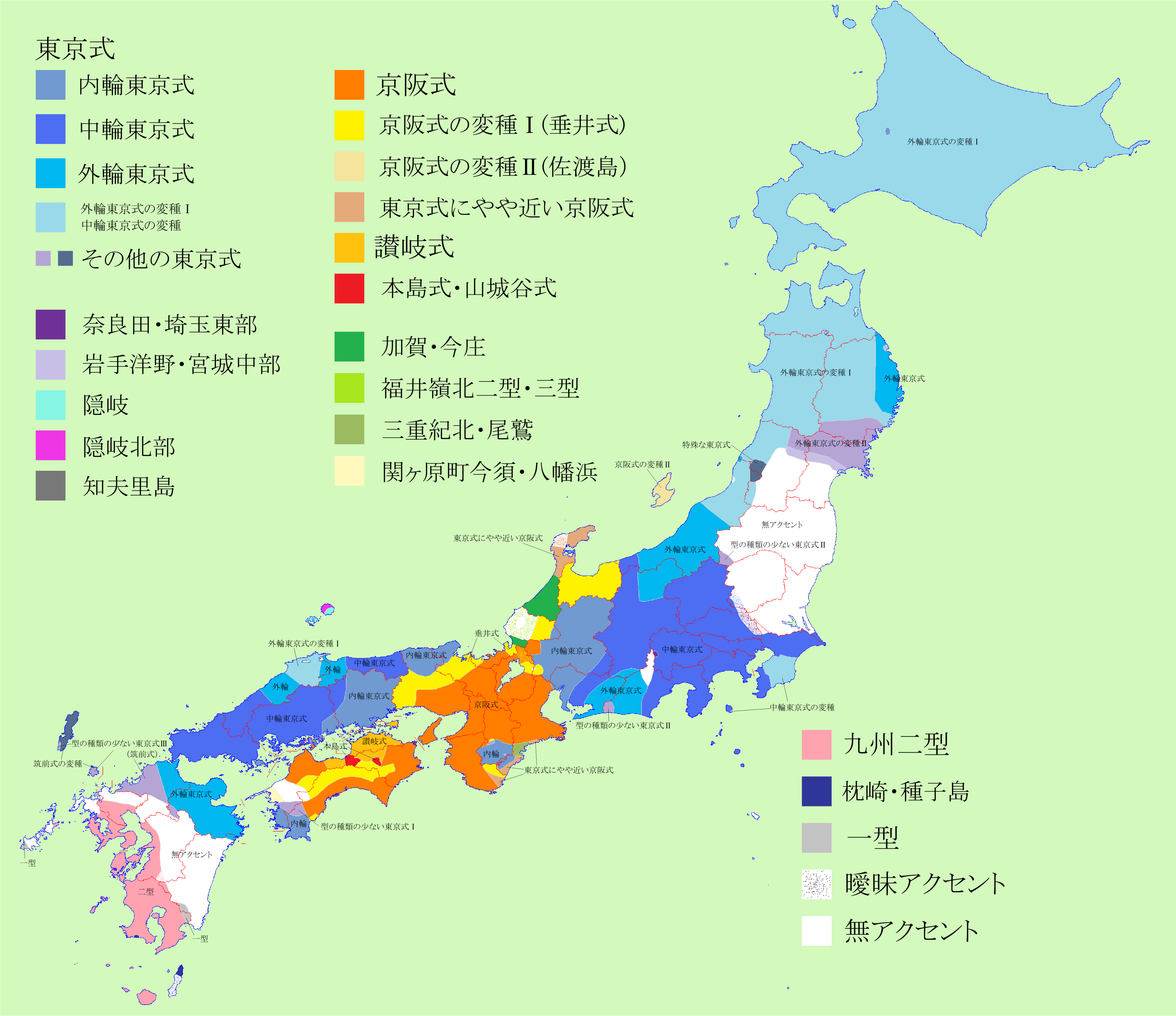
日本語のアクセント分布

### 東京式アクセント
東京式アクセントが分布するのは、北海道、東北北部、関東西部・甲信越・東海（三重県除く）、奈良県南部、近畿北西部・中国地方、四国南西部、九州北東部である。東京式アクセントは、大きく内輪東京式、中輪東京式、外輪東京式に分けられる（それぞれ内輪式、中輪式、外輪式とも言う）。内輪式は名古屋・岐阜・岡山・北近畿など京阪神に近い地域に分布し、その外側の西関東や広島などに中輪式、さらに外側の長野県北信・新潟県中越・大分などに外輪式が分布する。東京方言の場合、2拍名詞の第1類は「うしが」、第2・3類は「いしが」、第4・5類は「いとが」と発音する。これらはそれぞれ、抽象化すると○○型、○○型、○○型と表される。東京式アクセントでは、下げ核（○）がどこにあるかが弁別される。東京式各タイプの、各類のアクセント型は次のとおりである。
|         |       | 語例       | 内輪 | 中輪 | 外輪 |
| ------- | ----- | ---------- | ---- | ---- | ---- |
| 1拍名詞 | 第1類 | 蚊・子・血 | ○    | ○    | ○    |
| 1拍名詞 | 第2類 | 名・葉・日 | ○    | ○    | ○    |
| 1拍名詞 | 第3類 | 木・手・目 | ○    | ○    | ○    |
| 2拍名詞 | 第1類 | 牛・風・鳥 | ○○   | ○○   | ○○   |
| 2拍名詞 | 第2類 | 石・音・紙 | ○    | ○    | ○○   |
| 2拍名詞 | 第3類 | 足・犬・山 | ○    | ○    | ○    |
| 2拍名詞 | 第4類 | 糸・笠・空 | ○    | ○    | ○    |
| 2拍名詞 | 第5類 | 雨・猿・春 | ○    | ○    | ○    |
| 2拍動詞 | 第1類 | 行く・着る | ○○   | ○○   | ○○   |
| 2拍動詞 | 第2類 | 有る・見る | ○    | ○    | ○    |

東京方言の句音調は1拍目と2拍目の間に上昇があるが、地域により他のパターンもある。北奥羽方言では3拍以上の語で「おとこ」「みずうみ」のようにアクセント核の直前で上昇する。名古屋・岐阜では「ともだち」のように2拍目の直後で上昇する。
上記の他、東京式にはいくつかの変種アクセントがある。北海道および北奥羽方言（三陸沿岸を除く）では2拍名詞で○○型が少なく、秋田県、山形県庄内・最上地方、新潟県阿賀野川以北などでは、2拍名詞第4・5類のうち2拍目に広母音（a、e、o）を持つもの（「雨」など）は○○型で、狭母音（i、u）を持つもの（「春」など）のみ○○型となる傾向がある。岩手県南部・宮城県北部では2拍名詞第1・2類が○○型なのは外輪東京式と同じだが、第3・4・5類が○○型で、○○型がない。福岡県筑前地方では○○型と○○型のみで○○型がない。
島根県出雲市大社町付近では、2拍名詞の第4類のほとんどは○○型（ただし2拍目に狭母音[i、u]を含む場合、助詞付きでは「まつが」のように高い部分が助詞へ移る）であるが、第5類のうち2拍目に狭母音を含む場合は○○型となる傾向がある。部分的に第4類と第5類の区別があるようにも見えるが、見かけ上の区別である可能性もある。
岡山県備前市日生町寒河は、2拍名詞は第1類が○○型、第2・4・5類が○○型、第3類が○○型である。東京式に近いが、第1類と2類と3類の区別をもつ点が珍しい。また新潟県村上市の旧三面村奥三面・山形県鶴岡市の旧東田川郡大泉村大鳥も、同様の類別体系を持つ。

### 京阪式および類似の諸アクセント

#### 京阪式
京阪式アクセントは中央式とも呼ばれ、近畿大部分から福井県小浜市付近と、岐阜県揖斐川町、四国の大半に分布する。京阪式アクセントは、下げ核の位置だけでなく、語頭の高低も弁別する。語頭の高いものを高起式、低いものを低起式と言い、高起式をH、低起式をLと表す。たとえば2拍名詞にはH○○型（かぜが）、H○○型（いしが）、L○○型（いとが/いとが）、L○○型（あめが）がある。高起式は、高く始まり下げ核まで（核が無ければ文節末まで）平らに発音するので、平進式とも言う。低起式は、低く始まり上昇するので、上昇式とも言う。低起式は近畿中央部では「かまきり」（L○○○○）のように核のある1拍のみ高く、核がない場合は「うさぎ」「うさぎが」（L○○○）のように文節末が高く、ただし次に高起式の語が続く場合は「うさぎがおる」のように文節末まで低い。一方、高知市などでは「かまきり」「うさぎ」のように2拍目から高くなる。京阪式では拍内での音の下降（拍内下降）が聞かれることがあり、近畿中央部などでは2拍名詞第5類（L○○）は助詞を付けない単独の発音では「あめぇ」のように2拍目に拍内下降がある。類別体系では、京阪式では2拍名詞に第4類と第5類の区別があるところが東京式との大きな違いである。
|         |       | 語例       | アクセント型 |
| ------- | ----- | ---------- | ------------ |
| 1拍名詞 | 第1類 | 蚊・子・血 | H○           |
| 1拍名詞 | 第2類 | 名・葉・日 | H○           |
| 1拍名詞 | 第3類 | 木・手・目 | L○           |
| 2拍名詞 | 第1類 | 牛・風・鳥 | H○○          |
| 2拍名詞 | 第2類 | 石・音・紙 | H○           |
| 2拍名詞 | 第3類 | 足・犬・山 | H○           |
| 2拍名詞 | 第4類 | 糸・笠・空 | L○○          |
| 2拍名詞 | 第5類 | 雨・猿・春 | L○○          |
| 2拍動詞 | 第1類 | 行く・着る | H○○          |
| 2拍動詞 | 第2類 | 有る・見る | L○○          |

和歌山県那智勝浦町や、三重県度会郡南部では、高起式の語の1拍目が低く発音される。たとえば、主流の京阪式で「かぜが」「さくらが」「あたまが」と発音するものを、「かぜが」「さくらが」「あたまが」のように発音する。ただ、その前に無核型の語がつくと、「このかぜが」「このさくらが」「このあたまが」のように語頭が高くなる。一方、低起式の語は語頭が低いままであり、この地域のアクセントも高起式と低起式を区別する体系を持っている。
三重県尾鷲市早田町から熊野市海岸部・御浜町・紀宝町にかけてのアクセントは山口幸洋が熊野式と呼ぶ体系で、2拍名詞の第2・3類が単独では「あし」だが助詞付きでは「あしが」となる傾向が強い。第1類は「かぜが」「かぜが」「かぜが」の全てがありえ、しかし第4類とは区別される。ただし一方で第1・4類ともに「かぜが」「かぜが」のような音調が現れることもある。第4類には珍しい現象があり、前に語が付くと「このいと」と発音され、この点で「このうし」(この牛)となる第1類とは異なっている。
石川県能登のアクセントは地域による変異が激しいが、能登主流のアクセントでは、2拍名詞の第1類は「かぜ」「かぜが」のように発音され、第2・3類は「いけ」「いけが」となり、第4類は「うみ」「うみが」で低く平板、第5類は単独では「あめ」だが、助詞が付くと「あめが」になる。したがって能登では、「低高高」と「低低高」と「低低低」は区別される。ただし能登では、2拍目の母音の広狭によって発音の違いがある。金田一春彦は、この能登のアクセントは京阪式から東京式に変化する途中のアクセントであると考えた。

#### 垂井式
京阪式から、高起式と低起式の区別をなくしたようなアクセントが、近畿周縁部や四国山間部、北陸の一部に分布している。これを垂井式アクセントと呼ぶ。
このうち、兵庫県赤穂市・相生市・たつの市や和歌山県新宮市・旧本宮町などのアクセントをC型アクセントと呼び、2拍名詞第5類を「あめが」または「あめが」と言い、第1類と第4類が統合して「いとが」または「いとが」と言い、第2・3類は「いしが」となる。これらは、下げ核だけを弁別する東京式と同じ体系であり、第1・4類が○○型、第2・3類が○○型、第5類が○○型である。
一方、岐阜県垂井町や福井県大野市・勝山市、京都府福知山市、兵庫県丹波市などでは第5類は○○型になっている。これらの地域では第1・4類が○○型で第2・3・5類が○○型であり、B型アクセントと呼ばれる。富山県のアクセントでは、B型アクセントから、さらに母音の広狭に応じて変化が起きている。第2・3・5類のうち、2拍目が広母音のものは○○型で、2拍目が狭母音のものだけ○○型でとどまっており、表面上はかなり東京式に近いアクセントになっている。
東京式と垂井式B型、C型の接触地域の一部、具体的には兵庫県赤穂市福浦や佐用町末包、奈良県五條市大塔町阪本・天川村中谷、岐阜県海津市南濃町境・松山などでは、2拍名詞の第1類のみ○○型で、第2・3・4・5類が○○型である。これはA型アクセントと呼ばれ、垂井式に分類されることもあるが、第4類が第1類とは別になっている。

#### 讃岐式と真鍋式
香川県、徳島県北西部、愛媛県東部には、讃岐式アクセントが分布する。讃岐式は京阪式に似るものの、2拍名詞で第3類が第1類と統合している点が異なる。観音寺市などの香川県西部では、京阪式の高起平進式と低起上昇式ではなく、下降式と低接式の対立がある。下降式を !、低接式を & で表すと、2拍名詞第1・3類が!○○型、第2類が!○○型、第4類が&○○型、第5類が&○○型である。下降式では、2拍目と3拍目の間（2拍語では1拍目と2拍目の間）に小幅な下降がある。そのため第1・3類は「いぬが」に近いが「が」がやや低くなる。第2類は「いしが」。低接式では、第4類「いとが」は平板な音調あるいは最初が低く2拍目から少し高くなるが、必ずしも最初が低いとは限らず、高く平板な音調の場合もある。ただ、その前に語を付けると「このいと」のように必ず低くなる。第5類は「あめが」。
讃岐式は内部に様々な変異があり複雑な分布をしている。高松市などの香川県東部では2拍名詞第1・3類は「いぬが」であり、第2類のうち「音」など2拍目が広母音（a, e, o）のものは「おとぉが」（2拍目に拍内下降）となる。
2拍名詞の類の統合の仕方が京阪式では1／2・3／4／5、讃岐式では1・3／2／4／5となっている（「・」で統合を表す）が、1・5／2／3／4となっているアクセント体系を真鍋式と呼ぶ。真鍋式アクセントは、香川県と岡山県に跨る塩飽諸島の、真鍋島、佐柳島、岩黒島、志々島、広島に分布する。各類の音調は島により、地区により異なっているが、例えば広島では、2拍名詞の第1・5類がL○○型(かぜが)、第2類がH○○型(いしが)、第3類がH○○型(あしが)、第4類がL○○型(いと/「いとが」は低平)となっている。他の島ではここからさらに変化したと考えられるアクセント体系になっており、佐柳島などでは音節構造（母音の広狭など）によって音調が変わる。
塩飽諸島の高見島のアクセントは高見島式と呼ばれ、2拍名詞の第1・3・5類がH○○型、第2類はH○○型とH○○型に分かれ、第4類がL○○型である。ただし高起式は第1拍が低くなる場合があり、H○○型のうち第1類と第5類はすべて「あめが」のように語頭低下があるのに対し、第3類のうち2拍目に狭母音がある語は「つきが」のように高いままとなる。これは高見島式が真鍋式から変化した痕跡だと考えられている。
讃岐式または真鍋式が変化して成立したと考えられるアクセント体系の一つに、本島式または山城谷式と呼ばれる体系がある。この体系では、2拍名詞の第2類は○○型、第4類は○○型だが、第1・3・5類が○○型になる。下記の3方面の地域に分布している。
本島式・山城谷式の分布地域
- 塩飽諸島の塩飽本島、粟島、手島、牛島
- 愛媛県四国中央市川之江および隣接する徳島県旧山城町
- 徳島県つるぎ町のうち旧一宇村、旧貞光町端山、旧半田町八千代

また、徳島県三好市出合では、第1・2・3類が○○型、第4類が○○型、第5類が○○型となっており、出合式と呼ばれる。

#### 伊吹島
香川県の伊吹島では、全国で唯一、2拍名詞の5つの類を全て区別している。金田一春彦によれば第1類「かぜ」、第2類「かわ」、第3類「やまぁ」、第4類「かさ」、第5類「あめぇ」である。上野善道によれば、平進式 H、下降式 !、上昇式 L の対立があり、第1類はH○○型、第2類はH○○型、第3類は!○○型、第4類はL○○型、第5類はL○○型である。

#### 石川県加賀、福井県今庄
石川県旧白峰村のアクセントでは、下降式 ! と平進式(あるいは非下降式。ここでは無印とする)の対立がある。白峰の下降式音調は、2拍目が最も高く、3拍目以降は緩やかに下降していく。ただし助詞の付かない2拍語では1拍目がやや高く2拍目には小さな拍内下降が聞かれる。2拍名詞の第1類が!○○型、第2・3類が○○型、第4・5類が○○型である（第5類には○○型の語も混じる）。3拍語では室町時代の京都アクセントでH○○○型だったものが!○○○型に、H○○○型が○○○型に、H○○○が○○○に、L○○○型とL○○○型が統合して○○○型になっている。
加賀地方の平野部では、これが母音の広狭に応じて変化している。例えば加賀市大聖寺では、2拍名詞の第1・2・3類のうち、2拍目が狭母音（i、u）を持つものは○○型で、2拍目が広母音（a、e、o）を持つものは○○型である。一方で金沢市（昭和生まれ）では、第1・2・3類のうち、2拍目が有声子音かつ狭母音のもの（犬など）が○○型で、2拍目が無声子音または広母音のもの（池・山など）は○○型である。ただし、金沢市の明治生まれを中心に大正中ごろまでに生まれた世代では、第1類はすべて○○型で、第2・3類とは区別される。第2・3類の大部分が○○型になるので、やや東京式に近い。なお金沢における○○型などの語末に核のある型は最終拍に拍内下降がある。金沢市でも第4・5類は○○型である（第5類には○○型、○○型の語も混じる）。
福井県旧今庄町では2拍名詞の第1・2・3類が○○型、第4・5類が○○型（第5類の半数は○○型）になっている。福井市東部の美山町芦見川流域（吉山・籠谷・西中）にも、第1・2・3類○○型、第4類○○型（第5類はまとまりなし）で○○型の無いアクセントがある。

#### 佐渡島、今須、八幡浜
新潟県佐渡島のうち、北端部と南西部では2拍名詞の第1・5類が○○型、第2・3類が○○型、第4類が○○型である。佐渡中央部では、第1・4・5類が統合して○○型、第2・3類が○○型である。
岐阜県関ケ原町今須や、愛媛県八幡浜市のアクセントでも、第1・4・5類が○○型、第2・3類が○○型である。3拍語を見ると、室町時代の京都アクセントでH○○○型（桜）、L○○○型（うさぎ）、L○○○型（いちご）だったものが統合して○○○型になり、室町時代京都でH○○○型（頭）だったものは○○○型、H○○○型（命）だったものは○○○型になっている。

#### 三重県尾鷲・紀北
三重県紀北町のアクセント（長島式）では、2拍名詞は、第1類が○○（下がり目なし）、第2・3類が○○、第4・5類が○○という体系を持っている。また同種のアクセントが奈良県下北山村池原にもある。
尾鷲市中心部・九鬼のアクセント（尾鷲式）は紀北町のものに近いが、複雑な体系を持っており、研究者によって解釈も分かれる。第1類は○○型、第2・3類は○○型である。第1類は「うし」、「うっしゃ」（牛が）のように発音される（この地域の方言として助詞は前の語と融合して発音される）。第4・5類は、単独では「いと」と発音されるものの、○○型の「この」が前に来ると、「このいと」のように低く発音される。また、第4・5類の後に付く語は「いときる」のように低く発音される。ただし、第4・5類の後の助詞は低くならず、「あんみゃふる」（雨が降る）のように助詞の後が低く発音される。金田一春彦はこれを、第4・5類には語頭の直前に下がり目があるため「このいと」のようになり、また2拍目の直後にも下がり目があるため「いときる」のようになると解釈した。
奈良県下北山村の大瀬・音枝（いずれもダム建設のため現存せず）と、三重県尾鷲市古江のアクセントでは、2拍名詞は第1類が○○型、第2・3・4・5類が○○型である。

#### 各方言の比較表
| 類    | 語例   | 京阪式 | 垂井式 C型 | 垂井式 B型 | 垂井式 A型 | 伊吹島 | 西讃岐 | 塩飽 広島 | 粟島 川之江 など | 徳島県 出合 | 石川県 白峰 | 福井県 今庄 | 佐渡両端 | 佐渡中央 今須 八幡浜 | 三重県 長島式 | 三重県 古江 | 岡山県 寒河 | 内輪 中輪 東京式 |
| ----- | ------ | ------ | ---------- | ---------- | ---------- | ------ | ------ | --------- | ---------------- | ----------- | ----------- | ----------- | -------- | -------------------- | ------------- | ----------- | ----------- | ---------------- |
| 第1類 | 牛・風 | H○○    | ○○         | ○○         | ○○         | H○○    | !○○    | L○○       | ○                | ○           | !○○         | ○           | ○        | ○○                   | ○○            | ○○          | ○○          | ○○               |
| 第2類 | 石・音 | H○     | ○          | ○          | ○          | H○     | !○     | H○        | ○                | ○           | ○           | ○           | ○        | ○                    | ○             | ○           | ○           | ○                |
| 第3類 | 足・山 | H○     | ○          | ○          | ○          | !○○    | !○○    | H○○       | ○                | ○           | ○           | ○           | ○        | ○                    | ○             | ○           | ○           | ○                |
| 第4類 | 糸・空 | L○○    | ○○         | ○○         | ○          | L○○    | &○○    | L○○       | ○○               | ○○          | ○○          | ○○          | ○○       | ○○                   | ○             | ○           | ○           | ○                |
| 第5類 | 雨・猿 | L○○    | ○          | ○          | ○          | L○○    | &○○    | L○○       | ○                | ○           | ○○          | ○○          | ○        | ○○                   | ○             | ○           | ○           | ○                |

### 上がり目を弁別するアクセント
日本語の多くの方言では、音の下がり目の位置を区別するが、上がり目の位置を区別する方言もある。

#### 奈良田のアクセント
山梨県早川町奈良田がその代表で、奈良田のアクセントでは上げ核○を弁別する。上げ核は、その次の音を上げるはたらきを持つ。上げ核の位置は、周辺の中輪東京式アクセントの下げ核の位置とほぼ同じで、しかし核の種類が違うため高低はまったく違ってくる。無核の場合は「かぜが」（風が）のように1拍目が高くなる。このように、1拍目に上げ核がある場合を除いて1拍目が高くなるが、これはアクセントの弁別的特徴ではない。有核の場合、上げ核の後の高い部分は、原則として1拍である。○○型の「猿」は「さるが」、○○型の「山」は「やまが」と発音される。3拍語になると、○○○型（さくらが）、○○○型（かぶとが）、○○○型（こころが）、○○○型（かがみが）のようになる。
埼玉県東部にも似たアクセントがあり、「埼玉特殊アクセント」と呼ばれるが、型の区別が曖昧である。（後述）

#### 青森などの昇り核アクセント
同じく音の上がり目を区別するアクセントで、昇り核○を弁別するものがある。昇り核は、その音節・拍が上がるというものである。昇り核によるアクセント体系は、青森県の青森市や弘前市、岩手県雫石町から報告されている。これらの方言では、単語の言い切りの形では東京式アクセントと同じ音調であるため東京式アクセントに分類されていたが、文中での接続の形から、下がり目を弁別しているのではないことが明らかになった。たとえば弘前市では、「猿」は言い切りの形では「さる。」であるが、文がつながっていく場合では「さるも…」となる。「山」の言いきりでは「やま。」（ただし2拍目に拍内下降がある）だが、接続の形では「やまも…」となる。弘前市のアクセントで弁別されるのは上がり目であり、下がるのは言い切るときの最後の一つ前と決まっている。「猿」は○○型、「山」は○○型であり、昇り核のあるところから高くなる。3拍語では、○○○型では「きつねも…」、○○○型は「うさぎも…」、○○○型では「おとこも…」のようになる。
岩手県宮古市も昇り核アクセントだが、一語に高音部の山が2回現れる場合がある。核が3拍目以降にある場合は「からかさ」（○○○○型）、「たなばたぁ」（○○○○型）のように、語頭から核の2拍前まで高く、核直前で低く、核で再び高くなった後下降する（語末に核がある場合は拍内下降が現われる）。核が1・2拍目の場合は高音部は一か所だけで、「鯨」（○○○型）は「高中低」、「風呂敷」（○○○○型）は「低高中低」となるなど、核の後の下降は緩やかである。無核の場合は「みず」、「みずが」、「さかな」、「さかなが」、「にわとり」、「にわとりが」のように、文節の長さに応じて下降・上昇の位置が動き、「高…高低高」の音調で現れる。無核の場合に現れる「高…高低高」が宮古方言における基本の句音調と考えられ、有核の場合は核より前の部分に句音調として「高…高低」が現れる。

### N型アクセント
以下で解説する、三型アクセント、二型アクセント、一型アクセントを総称して、N型（エヌけい）アクセントと呼ぶ。N型アクセントとは、アクセントの対立数が一定数以下（多くの場合は3以下）に限定されているアクセント体系を指し、対立数に応じて三型、二型、一型と呼ぶ。

#### 九州西南部式
九州西南部には、拍数が増えてもアクセントの型が2種類しかないアクセントがある。このようなものを二型アクセントと呼び、後述の三国式アクセントもそうである。九州の二型アクセントは九州西南部式アクセントとも呼ばれる。単語はA型とB型のどちらかに属しており、1拍名詞では第1・2類がA型、第3類がB型に属し、2拍名詞では第1・2類がA型、第3・4・5類がB型に属す。二型アクセントでは単語単独と助詞付きでは高い部分の位置が異なり、助詞付きのときはその助詞付きの形と同じ長さの名詞と同じ音調になる。この現象を「系列化」と呼ぶ。たとえば長崎県南部では、A型は「かぜ」「かぜが」「からだ」「からだが」「かまぼこ」のように、2拍の文節では1拍目を高く、3拍以上の文節では2拍目までを高く発音し、B型は「かさ」「かさが」「からす」「からすが」「かみなり」のように最終拍を高く発音する。また鹿児島県大部分では、A型は「かぜ」「かぜが」「さくら」「さくらが」のように文節の最終音節の1つ前の音節が高く発音され、B型は「かさ」「かさが」「あたま」「あたまが」のように最終音節を高く発音する。鹿児島県枕崎市では高低の様相がかなり違い、A型は「かぜ」「かぜが」、B型は「かさ」「かさが」（ただし最終拍の前の下降幅は小さい）のように言う。種子島北部も枕崎のアクセントに似る。

#### 隠岐のアクセント
島根県隠岐諸島のアクセントは、狭い範囲で激しい地域差がある。大きく分けても知夫、西ノ島・中ノ島・島後南部、島後北部（都万・五箇・中村）の3つに分けられ、それぞれも集落による違いがある。下表はそれぞれの代表地点として知夫・別府・五箇のアクセントを示したもので、/で区切られた左側が助詞を付けない単独形、右側が助詞を付けた形である（例えば知夫での「池」は「いけ」「いけが」）。知夫以外では拍数が増えてもアクセントの型の種類は3種類のみで、三型アクセントである。知夫では2種類のみで、二型アクセントである。隠岐でも九州西南部式と同じく、系列化の現象がみられる。
| 2拍名詞      | 語例   | 知夫         | 別府         | 五箇         |
| ------------ | ------ | ------------ | ------------ | ------------ |
| 第1類        | 風・口 | 低高/中低-高 | 低高/低高-低 | 低高/中低-高 |
| 第2類・第3類 | 音・山 | 高低/高高-低 | 高低/高高-低 | 高低/低高-低 |
| 第4類・第5類 | 空・雨 | 低高/中低-高 | 低高/低高-高 | 中低/中低-低 |

#### 福井嶺北
福井県嶺北の平野部には、坂井市三国町やあわら市、永平寺町松岡などに、三国式と呼ばれる二型アクセントがある。2拍名詞では、第1・4・5類を「かぜ」「かぜが」、第2・3類を「いし」「いしが」のように発音する。これは下がり目の有無のみが区別されており、第1・4・5類が下がり目あり、第2・3類が下がり目なし、という体系である。拍数が増えても、2拍目から高く最後の拍の直前で下降する有下降型と、最後まで下降しない無下降型の2種類の型からなる。ただし型の区別はあいまいで、調査方法によって、無アクセントとされる福井市内でも三国式アクセントが現れることもあれば、三国町での調査で全員が無アクセントとされたこともあり、山口幸洋は調査でアクセントの区別が現れたとしても方言としての自然な姿は無アクセントではないかと指摘している。
最近の調査では、嶺北の沿岸部で、多種の三型アクセントが発見されている。あわら市には3種類の三型アクセントを含む多様なアクセント体系が複雑に分布しており、福井市沿岸部には4種の三型アクセントがあり、坂井市三国町安島、越前町厨・小樟も三型アクセントである。これらはいずれも型区別は明瞭である。地区により音調の違いがあるものの、各型の所属語彙は共通しており、2拍名詞はおおむね第1類と第2・3類と第4・5類が区別されている。

#### 一型アクセント
宮崎県都城市・鹿児島県旧志布志町のアクセントでは、すべての単語・文節において、最終音節を高く発音する。例えば、「きが」（木が、気が）、「あめ」（雨、飴）、「あめが」（雨が、飴が）、「おとこ」（男）、「おとこも」（男も）など。全ての語のアクセントが同じであり、このようなアクセントを一型アクセントと呼ぶ。一型アクセントでは、アクセントによって単語を弁別する機能はないが、文節のまとまりを示す機能をもつ。

### 曖昧アクセント
型の区別が曖昧なアクセントを総称して曖昧アクセントと呼ぶ。話者のアクセントが一定せず、同じ語を複数の型で発音する傾向がある。アクセント体系が崩壊して無アクセントに変化する途中であるとする説と、逆に無アクセント話者がアクセントを獲得しようとする途中のアクセントであるとする説がある。

#### 埼玉特殊アクセント 等
埼玉県東部には奈良田方言のアクセントに似たアクセントがあり、「埼玉特殊アクセント」と呼ばれる。音の高低が中輪東京式とほとんど逆になるが、中輪東京式アクセントと無アクセントの中間形のアクセントと考えられる。埼玉特殊アクセントの中でも、地域による違いが大きく、例えば蓮田市では「あめが」（雨が）、「いしが」（石が）、「あきが」（秋が）、加須市では「あめが」（雨が）、「いしが」（石が）、「あきが」（秋が）のようなアクセントであり、型の区別があいまいである。戦前は東京都足立区・葛飾区・江戸川区、（現在の）千葉県浦安市にまで分布していたが、戦後は東京式アクセントの範囲が広がった。
栃木県佐野市、群馬県館林市、板倉町付近にも中輪東京式と無アクセントの間の曖昧アクセントが分布する。
また、外輪東京式の変種アクセントと、無アクセントの分布域の境界地帯にあたる、宮城県北部から山形県北東部にかけても埼玉東部に似たアクセントが分布している。2拍名詞の第4・5類のほとんどが「かさ」調となり、第1・2類が無造作な発音では「かぜ」調となるが、型の区別が曖昧である。

### 無アクセント
東北南部・関東北東部や八丈島、静岡県大井川上流域、福井県嶺北地方平野部、九州中部（宮崎県など）などでは、単語のどこを高くするという決まりが無い。これを無アクセントと言う。

### 琉球方言のアクセント
琉球方言のアクセントは内部の差が大きいが、多くは二型または三型のN型アクセント体系を有する。
琉球方言では、本土方言とは異なった類の分裂と統合が見られる。2拍名詞の第3・4・5類は、琉球方言では各類が分裂して別々の型に属している。琉球の各方言の比較により、琉球祖語（琉球方言全ての祖語）の2拍名詞は、A系列（第1・2類）、B系列（第3類の殆どと第4・5類の約半数）、C系列（第3類の少数と第4・5類の残り半数）の3つの系列が区別されていたと想定される。徳之島、沖永良部島、与那国島などでA／B／Cが区別される他、方言により一部の系列が統合して、A／BC、AB／C、AC／Bのように区別されている。
| 系列  | 類    | 語 | 語形    |
| ----- | ----- | -- | ------- |
| A系列 | 第1類 | 風 | kaʒi    |
| A系列 | 第2類 | 音 | ʔutu    |
| B系列 | 第3類 | 山 | jaːma[ː |
| B系列 | 第4類 | 板 | ʔiːta[ː |
| B系列 | 第5類 | 雨 | ʔaːmi[ː |
| C系列 | 第3類 | 浜 | haː[ma  |
| C系列 | 第4類 | 中 | naː[ka  |
| C系列 | 第5類 | 猿 | saː[ru  |

## アクセントの類型
| 型 の 有 無          | タ イ プ             | 弁別特徴 （アクセント 核・声調） | 下位分類 （名称）      | 型の区別                     | 型の数                                               | 地域                                              | 人口比  |
| -------------------- | -------------------- | -------------------------------- | ---------------------- | ---------------------------- | ---------------------------------------------------- | ------------------------------------------------- | ------- |
| 有 型 ア ク セ ン ト | 多 型 ア ク セ ン ト | 核あり・ 声調なし                | 昇り核 アクセント      | 昇り核の 位置                | n拍につき n+1                                        | 東北北部                                          | 5%前後  |
| 有 型 ア ク セ ン ト | 多 型 ア ク セ ン ト | 核あり・ 声調なし                | 下げ核 アクセント      | 下げ核の 位置                | n拍につき n+1                                        | 東北北部を除 く「東京式アク セント」地域          | 60%以上 |
| 有 型 ア ク セ ン ト | 多 型 ア ク セ ン ト | 核あり・ 声調あり                | 下げ核+声調 アクセント | 下げ核の 位置と、 開始の音調 | 1拍語は3種、 2拍語は4種、 3拍語以上は n拍につき 2n-1 | 「京阪式アク セント」地域                         | 20%強   |
| 有 型 ア ク セ ン ト | N 型 ア ク セ ン ト  | 核なし・ 声調あり                | 2型アクセント          | 全体の ピッチパ ターン       | 2                                                    | 九州西南部、 琉球                                 | 5%前後  |
| 有 型 ア ク セ ン ト | N 型 ア ク セ ン ト  | 核なし・ 声調あり                | 3型アクセント          | 全体の ピッチパ ターン       | 3                                                    | 島根県隠岐、 琉球                                 | 5%前後  |
| 有 型 ア ク セ ン ト | N 型 ア ク セ ン ト  | 核なし・ 声調あり                | 1型アクセント          | 全体の ピッチパ ターン       | 1                                                    | 宮崎県都城 市・小林市、 鹿児島県志布 志市・曽於市 | 10%強   |
| 無 型 ア ク セ ン ト | 無 型 ア ク セ ン ト | 不定                             | 無型アクセント         | なし                         | 不定                                                 | 東北南部・関 東北部、九州 中部                    | 10%強   |

どの類がどのアクセント型に属すか、という対応を離れて、各方言でどのようなアクセントの弁別体系を持っているのかを見る。
東京式アクセントや京阪式アクセントでは、拍数が増えるとそれだけアクセントの型の種類も増える。たとえば東京では、2拍語には○○、○○、○○の3種類、3拍語には○○○、○○○、○○○、○○○の4種類のアクセントがある。つまりn拍語にはn+1種類のアクセントの型がある。このような、拍数が増えるに従ってアクセントの型が増えるものを、多型アクセントと呼ぶ。
一方、九州西南部式などの二型アクセントでは、拍数が増えても型の区別は2種類である。また、島根県の隠岐諸島（知夫を除く）では、拍数が増えても型の種類は3種類までである。このような、拍数が増えても型の区別が一定数以上に増えないものを、N型アクセントと呼ぶ。
東京式アクセントでは下げ核の位置のみが有意味であり、「位置のアクセント（狭義のアクセント）」とみなされる。一方、京阪式アクセントやN型アクセントにみられる音調を、語声調（トーン）とみなす説もある。語声調（トーン）とは、各語・文節はどのパターンを持つか、が有意味なものである（中国語のような音節ごとの声調とは異なる）。語声調は、単語・文節全体にかかる音調パターンであり、その方言においてどのパターンがあるかが決まっている。例えば鹿児島方言では、最後から2音節目が高く最後に下降するA型と、最後の1音節が高いB型の2種類の語声調を持っている。京阪式アクセントは、この語声調と位置アクセントの両方を持ち、高起式・低起式の2つの語声調（トーン）と、下げ核の位置が組み合わさったものである。

## 複合語アクセント規則
複合語のアクセントは、その構成要素のアクセントそのままではない。複合語のアクセントは、諸方言において一定の生成規則が存在する。複合語が2つの形態素から成る場合、例えば「みかん畑」の場合、1つ目の形態素（みかん）を「前部要素」、2つ目の形態素（畑）を「後部要素」と呼ぶ。複合語のアクセント規則には、前部要素、後部要素それぞれのアクセントや、それぞれの長さ（拍数）が関わる。
例えば東京方言では、複合名詞の後部要素が3拍の場合、後部要素の単独形のアクセント（以下、単に「後部要素のアクセント」と言う）が○○○型(2型)なら複合語は語末から2拍目にアクセント核が置かれる（これを「-2型」と表現する。以下同じ。例：「たまご」→「ゆでたまご」、「うちわ」→「ひだりうちわ」）。それ以外の後部要素なら複合語は語末から3拍目にアクセント核が置かれる（-3型。例：「さかな」(無核)→「やきざかな」、「ちから」→「ばかぢから」）。ただし若い世代では、後部要素が○○○型であっても複合語が-3型となる（例：「ゆでたまご」）ので、後部要素のアクセントに関わらず、後部要素が3拍なら複合語は-3型となる。一方、後部要素が5拍の場合は後部要素のアクセント核の位置がそのまま複合語に反映される（例：「さいばんしょ」→「ちほうさいばんしょ」、「ハーモニカ」(無核)→「でんしハーモニカ」(無核)）。後部要素が2拍の場合、後部要素が「舟」「空」なら-2型、「虫」「川」なら-3型、「山(やま)」「色」なら無核というように、どの後部要素であるかにより個別に複合語のアクセントが決まる。東京では前部要素は複合名詞のアクセントに関与しない。東京のような、後部要素によって複合名詞のアクセントが決まる方言は、他に広島市や岡山市、名古屋市といった内輪東京式・中輪東京式の方言があり、いずれも後部要素の長さが3拍の場合は複合名詞は-3型が原則である。
京阪式アクセントの京都方言では、複合名詞の式（高起式/低起式）は前部要素の式により決まり、アクセント核の位置は後部要素によって決まる。前部要素が高起式ならば複合語も高起式、前部要素が低起式ならば複合語も低起式であるのを原則とし、これを「式保存」の法則と言う。ただし前部要素の長さが短い（2拍以下）場合は、例外的に前部要素が低起式で複合語が高起式となる場合が多く、よく使う語や悪い意味を持つ語では逆に前部要素が高起式で複合語が低起式となる場合がある。後部要素の長さが3拍の場合は複合語の殆どが-3型である（例：「えいご」(高起無核)→「えいごじてん」(高起-3型)、「こくご」(低起無核)→「こくごじてん」(低起-3型)、「みかん」（高起1型）→「みかんばたけ」(高起-3型)、「やさい」(低起無核)→「やさいばたけ」(低起-3型)）。従って、後部要素が3拍の場合の複合名詞のアクセント核の位置だけを見ると、東京の若い世代と京都とで原則として同じになる。後部要素が2拍の場合も-3型が多いが、後部要素が「猿」ならば-2型、「島(じま)」ならば無核というような個別の例外がある。
同じ京阪式アクセントでも、和歌山市方言や徳島県阿南市方言など、周辺部の方言では、後部要素が-2型であるH○○○型またはL○○○型の場合には、複合語でも-2型となる（和歌山市の例：「いし」+「あたま」→「いしあたま」。「はげぇ」+「あたま」→「はげあたま」、「みかん」+「はたけ」→「みかんばたけ」、「やさい」+「はたけ」→「やさいばたけ」）。
歴史的には、京都方言の5拍の複合名詞の研究によれば、平安時代にも式保存の法則が成り立っており、後部要素が3拍の場合、前部要素が高起式なら「高高高高低」型、低起式なら「低低低高低」型となる、-2型が基本であった。南北朝時代にアクセント体系の変化が起きた（後述)ために、低起式の基本的な複合語の型である「低低低高低」型が「高高低低低」(高起2)型へ変化し、式保存法則が崩れた。その後、もう一つの基本的な型である「高高高高低」(高起4)型が高起2型へ統合される傾向が見られ、現代京都のような式保存や-3型を基本とする規則へ移行したのは近世以降の比較的最近のことだと考えられる。
九州西南部式の鹿児島方言の場合、複合語のアクセント規則に後部要素は関与せず、前部要素がA型なら複合語（複合動詞や活用形も含む）もA型、前部要素がB型なら複合語もB型である。このように、前部要素によって複合語のアクセントが決まる方言は、他の九州西南部や琉球方言にも広く分布している。
島根県松江市方言でも、前部要素が複合名詞のアクセントを決める。前部要素が無核なら複合名詞も無核となる（例：「茶」(無核)→「茶畑」(無核)）。前部要素が有核の場合は複合名詞も有核で、後部要素の長さが3拍なら-3型となる（例：「のし」→「のしぶくろ」、「いも」→「いもぶくろ」）。後部要素の長さが2拍なら-2型となる（例：「わら」→「わらかご」、「はな」→「はなかご」。「鳥」(無核)→「鳥籠」(無核))。
昇り核を持つ岩手県雫石町方言では、後部要素の長さが3拍の場合、前部要素が無核なら複合名詞も無核、前部要素が有核なら複合名詞も有核で、後者の場合のアクセント核の位置は、後部要素のアクセントと音節構造によって決まる。

## 歴史

### 京都アクセントの変遷
|            |       | 語例           | 名義抄式 （平安後期） | 補忘記式 （室町）     | 現代                  |
| ---------- | ----- | -------------- | --------------------- | --------------------- | --------------------- |
| 1拍 名詞   | 第1類 | 子・蚊         | 高（高）〜高高（高）  | 高（高）〜高高（高）  | 高（高）〜高高（高）  |
| 1拍 名詞   | 第2類 | 名・日         | 降（低）〜高低（低）※ | 降（低）〜高低（低）※ | 降（低）〜高低（低）※ |
| 1拍 名詞   | 第3類 | 木・手         | 低（高）〜低低（高）  | 低（高）〜低低（高）  | 低（高）〜低低（高）  |
| 2拍 名詞   | 第1類 | 風・鳥         | 高高（高）            | 高高（高）            | 高高（高）            |
| 2拍 名詞   | 第2類 | 石・音         | 高低（低）※           | 高低（低）※           | 高低（低）※           |
| 2拍 名詞   | 第3類 | 犬・山         | 低低（高）            | 高低（低）            | 高低（低）            |
| 2拍 名詞   | 第4類 | 糸・空         | 低高（高）            | 低高（高）            | 低低（高）            |
| 2拍 名詞   | 第5類 | 猿・雨         | 低降（低）※           | 低降（低）※           | 低降（低）※           |
| 3拍 名詞   | 第1類 | 形・魚         | 高高高（高）          | 高高高（高）          | 高高高（高）          |
| 3拍 名詞   | 第2類 | 小豆・女       | 高高低（低）※         | 高高低（低）※         | 高低低（低）          |
| 3拍 名詞   | 第3類 | 力・二十歳     | 高低低（低）※         | 高低低（低）※         | 高低低（低）※         |
| 3拍 名詞   | 第4類 | 頭・男         | 低低低（高）          | 高高低（低）          | 高低低（低）          |
| 3拍 名詞   | 第5類 | 朝日・命       | 低低高（高）          | 高低低（低）          | 高低低（低）          |
| 3拍 名詞   | 第6類 | 雀・兎         | 低高高（高）          | 低高高（高）          | 低低低（高）          |
| 3拍 名詞   | 第7類 | 薬・兜         | 低高低（低）※         | 低高低（低）※         | 低高低（低）※         |
| 2拍 動詞   | 第1類 | 行く・着る     | 高高                  | 高高                  | 高高                  |
| 2拍 動詞   | 第2類 | 有る・見る     | 低高                  | 低高                  | 低高                  |
| 3拍 動詞   | 第1類 | 上がる・明ける | 高高高                | 高高高                | 高高高                |
| 3拍 動詞   | 第2類 | 動く・起きる   | 低低高                | 高低低                | 高高高 低低高         |
| 3拍 形容詞 | 第1類 | 赤い・暗い     | 高高降                | 高高低                | 高低低                |
| 3拍 形容詞 | 第2類 | 白い・高い     | 低低降                | 高低低                | 高低低                |

日本語のアクセントの歴史については、京都のアクセントの記録が平安時代から残っており、今の京阪式アクセントになるまでにどのような変化をしてきたかが明らかになっている。代表的な資料に、平安時代後期の辞書『類聚名義抄』（るいじゅみょうぎしょう）や、室町時代のアクセントを記した『補忘記』（ぶもうき）がある。類聚名義抄では、文字の周囲に声点という、中国語の四声を表す点が付けられている。声点が文字の左上に付されていれば上声、左下に付されていれば平声、右上に付されていれば去声、左中位のやや下がった場所に付されていれば軽平声（東声）を表す。上声は高い音調、平声は低い音調、去声は上昇調、東声は下降調であったと推定されている。声点から明らかになった平安時代の京都アクセントは、現代よりも型の種類が多く、複雑なものだった。京都のアクセントは、南北朝時代に大きな変化をしており、それより前の時代のアクセントを名義抄式アクセント、それより後の室町時代のアクセントを補忘記式アクセントと呼ぶ。各類の、名義抄式アクセントから補忘記式アクセント、現代京都アクセントまでの変遷は表のようになっている（「降」は拍内下降、「昇」は拍内上昇。カッコ内は助詞。ただし※を打った類については、平安時代にはむしろ、助詞は高く発音されることが多かったと考えられる。平安時代の動詞・形容詞は連体形のアクセントを示す）。平安時代には、表に示したアクセント型の他にも、ごく少数の語が持つ型として、昇（「巣」など）、昇高（「蛇(へみ)」など）、昇低（「脛(はぎ)」など）があったが、鎌倉時代に入るまでに昇で始まる型は高で始まる型に変化した。
南北朝時代の変化では、以下の通り、語頭に「低」が2拍以上続く語に変化が起こり、最後の「低」だけを残してそれより前の「低」が「高」に変化した。
名義抄式から補忘記式への変化
- 低低→高低（2拍名詞第3類）
- 低低低→高高低（3拍名詞第4類）
- 低低高→高低低（3拍名詞第5類、2拍名詞第3類＋1拍助詞、3拍動詞第2類）
- 低低降→高低低（3拍形容詞第2類）

この変化により補忘記式では1拍目が低ければ2拍目は必ず高くなったが、その後の変化で上がり目が後退し、現代京都では低い拍が連続するようになっている。

### 方言の比較による祖アクセントの推定
現代方言の比較からその共通祖先（祖語）に想定されているアクセントの区別を類と言う。琉球語を除く、現代方言の比較から再建される類は、大部分において名義抄式アクセントに見られるアクセントの区別と一致すると考えられている。京都では南北朝期の変化によって類が統合した。類の統合を・で、区別を／で表示すると、2拍名詞では第1／2・3／4／5類という区別をするようになり、3拍名詞では第1／2・4／5／6／7類という区別体系になった（3拍名詞第3類は所属語が少なく規則的に対応しないため比較に用いられない）。例えば2拍名詞では「低低」だった第3類が「高低」になって第2類と統合した。アクセントの変化においては、一度統合してしまった類は、その区別を再び獲得することはできない。「音・月・犬・石・足・紙 」などの語彙が同じアクセントになってしまったら、このうち「石・音・紙」が「高低」で「月・犬・足」が「低低」だったという区別を復元するのは不可能である。ところが、外輪東京式アクセントでは、2拍名詞は第1・2／3／4・5類という類の区別をしており、3拍名詞では第1・2／4／5／6・7類（大分の場合）となっている。外輪東京式では、京阪式では失われた2拍名詞第2・3類や3拍名詞第2・4類の区別があり、しかも外輪東京式は東北地方や大分県など日本の離れた地域に散在している。また、讃岐式アクセントでは、2拍名詞は第1・3／2／4／5類という区別体系である。こうした事実から、比較言語学の手法を用いることにより、全ての類を区別するアクセントを祖アクセントとして想定し、これが各地で別々の変化・類の統合を起こして現代方言のアクセントができたと考えることができる。
祖語に想定される類がそれぞれどういったアクセントの型を持っていたか、また、それがどう変化して現代方言の多様な方言アクセントが成立したかを巡っては、様々な説が出されているが、広く受け入れられているものはまだない。

### 金田一春彦の説
|                      |                      | 語例           | 京阪式   | →中間形  | →東京式  |
| -------------------- | -------------------- | -------------- | -------- | -------- | -------- |
| 1拍 名詞             | 第1類                | 子・蚊         | こが     | こが     | こが     |
| 1拍 名詞             | 第2類                | 名・日         | なが     | なが     | なが     |
| 1拍 名詞             | 第3類                | 手・木         | てが     | てが     | てが     |
| 2拍 名詞             | 第1類                | 風・鳥         | かぜが   | かぜが   | かぜが   |
| 2拍 名詞             | 第2・3類             | 石・山         | いしが   | いしが   | いしが   |
| 2拍 名詞             | 第4類                | 糸・空         | いとが   | いとが   | いとが   |
| 2拍 名詞             | 第5類                | 猿・雨         | さるが   | さるが   | さるが   |
| 3拍 名詞             | 第1類                | 形・魚         | かたちが | かたちが | かたちが |
| 3拍 名詞             | 第2・4類             | 小豆・頭       | あずきが | あずきが | あずきが |
| 3拍 名詞             | 第3・5類             | 力・命         | ちからが | ちからが | ちからが |
| 3拍 名詞             | 第7類                | 兜・便り       | かぶとが | かぶとが | かぶとが |
| 2拍 動詞             | 第1類                | 行く・着る     | いく     | いく     | いく     |
| 2拍 動詞             | 第2類                | 有る・見る     | ある     | ある     | ある     |
| 3拍 動詞             | 第1類                | 上がる・明ける | あがる   | あがる   | あがる   |
| 3拍 動詞             | 第2類                | 動く・起きる   | うごく   | うごく   | うごく   |
| 3拍 形容詞           | 第1類                | 赤い・暗い     | あかい   | あかい   | あかい   |
| 3拍 形容詞           | 第2類                | 白い・高い     | しろい   | しろい   | しろい   |
| 3拍一段動詞第2類+て  | 3拍一段動詞第2類+て  | 起きて・掛けて | おきて   | おきて   | おきて   |
| 3拍形容詞第2類連用形 | 3拍形容詞第2類連用形 | 白く・高く     | しろく   | しろく   | しろく   |

方言アクセントの成立についての説で広く知られているものに、金田一春彦の説がある。金田一は、名義抄式アクセントを祖アクセントとみなし、京阪式アクセントが変化して東京式アクセントを生じたとした。金田一が推論した、京阪式（江戸時代京都・現代和歌山アクセント）から東京式への変化は次のようなものである。
1. まず、高い部分が1拍後ろにずれた（山の後退）。（例）高高＞低高、高低＞低高、低高＞低低、高高高＞低高高、高高低＞低高高、高低低＞低高低、低低高＞低低低、低高低＞低低高
2. 次に、語頭に低い拍が続く語は、語頭が高くなった（語頭隆起）。（例）低低＞高低、低低低＞高低低、低低高＞高低高＞高低低

金田一は、これらの変化は起きやすい変化であり、日本の複数の地域で同じような変化をして、東京式を生じたと考えた。内輪・中輪東京式はこの変化で説明でき、ほとんどの類・品詞で同様に考えると京阪式から東京式への変化が導ける（ただし、3拍名詞第6類だけは例外で、京阪式「うさぎ」に対し東京式「うさぎ」であり、上記の法則で導けない）。
外輪東京式アクセントは、補忘記式以降の京阪式とは類の統合の仕方が違うため、補忘記式からの変化ではなく、名義抄式からの変化と考えた。外輪東京式の地域では、まず名義抄式で高起式の語が全て無核型になった（いしが＞いしが）後、京都で南北朝期に起こった変化（いぬが＞いぬが）が起き、その後内輪・中輪東京式と同じように山の後退、語頭隆起の変化を起こして東京式になった。また、中輪東京式と内輪東京式の違いをみると、内輪東京式の地域では、1拍名詞第2類は○型（なが）である。これは、「なあが＞なあが」の変化をした後、短音化が起きて「なが」になったと考えた。逆に中輪東京式の地域では、先に短音化が起きて「なあが＞なが」となった後、アクセント変化が起きて「なが」になったとした。また五段活用動詞に「て」のついた形は、京阪式の「とんで」に対し中輪東京式で「とんで」になっている。これは、中輪東京式の地域では「飛んで」が「とん・で」と分けられ2拍扱いだったため、「とんで」から高い部分が後退すると「で」に高音部が移ることになったためと考えた。以上が金田一の、京阪式から東京式が生まれたとする推論である。なお、石川県の能登半島のアクセントは、2拍名詞第1類「かぜが」、第2・3類「いけが」、第4類「いとが」、第5類「さるが」というアクセントだが、金田一はこれを、京阪式から山の後退だけが起き東京式アクセントになりかけているアクセントだと考えた。
金田一は他方言のアクセントについてもその成立過程を推論している。讃岐式アクセントは、名義抄式が直接変化したもので、補忘記式アクセントを経ていないと考えられる。名義抄式から、語頭に低い拍が続く語で変化が起こり、低低→高高（2拍名詞第3類）、低低低→高高高（3拍名詞第4類）、低低高→高高高（3拍名詞第5類、2拍名詞第3類＋1拍助詞）の変化が起こって讃岐式ができたと考えた。垂井式アクセントについては、京阪式が高起式と低起式の区別を失ってできたと考えた。

### 分岐の時期
内輪・中輪東京式が補忘記式以降の京阪式から変化したと言っても、それは京阪式からの分岐時期が室町時代以降であったことを意味するわけではない。東京式アクセントが京阪式から分岐したのはもっと古い可能性があり、分岐後、補忘記式に近いアクセントを経て東京式になっただろうということである。「良く（良う）・まず・もし」などのアクセントは、京阪式・東京式ともに「高低」で一致する。これらのアクセントは、平安時代の京都では「昇低」だったが、鎌倉時代には京都で「高低」になった。もしこの変化が起きた後に京阪式から東京式が分岐したなら東京式ではこれらは「低高」になるはずであり、東京式は鎌倉時代より前の京阪式から分岐したと考えられる。
また、奥村三雄は、古くからある日常的に使う漢語が、現代方言で和語と同じ対応関係を結ぶことを指摘している。つまり、2拍名詞第1類に相当する「客・急・敵・得…」が京阪式でH○○型、東京式で○○型、九州西南部式でA型であり、第3類に相当する「熱・肉・菊・毒…」が京阪式でH○○型、東京式で○○型、九州西南部式でB型に属す。このことから奥村は、これらの諸アクセントが分岐した時期を、漢語が話し言葉の中に浸透して以降、つまり平安時代以降とした。
このほか、室町時代の能楽師金春禅鳳の「毛端私珍抄」に、「犬」のアクセントが坂東・筑紫で「いぬ」、四国で「いぬ」だとあり、現代方言と一致している（四国の「いぬ」は讃岐式と一致する）。

### 祖語に「下降式」やアクセント核を再建する説
| 1拍名詞 | 1拍名詞 | 1拍名詞        | 2拍名詞 | 2拍名詞 | 2拍名詞        | 3拍名詞 | 3拍名詞 | 3拍名詞        |
| 類      | 語例    | 型             | 類      | 語例    | 型             | 類      | 語例    | 型             |
| ------- | ------- | -------------- | ------- | ------- | -------------- | ------- | ------- | -------------- |
| 1       | 蚊      | !○（高）       | 1a      | 風      | !○○（高中）    | 1a      | 魚      | !○○○（高高中） |
| 2       | 葉      | !○（降）       | 1b      | 溝      | !○○（高降）    | 1b      | 所      | !○○○（高高降） |
| 3       | 木      | _○（低）       | 2       | 音      | !○○（高低）    | 2       | 小豆    | !○○○（高中低） |
| 4       | 巣      | _○（昇）       | 3       | 山      | _○○（低低）    | 3       | 力      | !○○○（高低低） |
| 5       | 歯      | _○（昇降）     | 4       | 空      | _○○（低高）    | 4       | 頭      | _○○○（低低低） |
|         |         |                | 5       | 雨      | _○○（低降）    | 5a      | 命      | _○○○（低低高） |
| 6       | 胡麻    | _○○（昇高）    | 5b      | 朝日    | _○○○（低低降） |         |         |                |
| 7       | 脛      | _○○（昇低）    | 6       | 兎      | _○○○（低高高） |         |         |                |
|         |         |                | 7a      | 兜      | _○○○（低高低） |         |         |                |
| 7b      | 薬      | _○○（低高降）  |         |         |                |         |         |                |
| 8       | 翡翠    | _○○○（昇高高） |         |         |                |         |         |                |
| 9       | 疫      | _○○○（昇低低） |         |         |                |         |         |                |

名義抄式で高起式無核（下がり目がない）のもの（2拍名詞第1類、3拍名詞第1類など）が、九州西南部式や石川県加賀地方、島根県隠岐諸島などでは有核（下がり目あり）になっている。このことから上野善道は、祖アクセントの高起式は、現代京阪式のような平進式ではなく、香川県観音寺市のような下降式の音調を持っていたと推定している。例えば3拍名詞第1類なら「高高中」のような小幅な下降があったとする。祖アクセントの高起式に下降式を想定することで、九州西南部や加賀地方などで、下降式が下がり目に変化したという自然な推定が可能だとしている。金田一説では外輪東京式が変化して九州西南部式が成立したとしているが、上野や木部暢子は、九州西南部式におけるA型・B型の区別が名義抄式の高起・低起に対応していることから、祖体系から直接、高起→A型、低起→B型の変化を起こしたと推定している。また加賀地方の白峰のアクセントは、上野説では2拍名詞第1類は下降式音調を保ったままほとんど変化せず（白峰以外の加賀地方では○○型に変化）、第3類が京阪式と同じく低低→高低の変化を起こし、第5類が低高→低高という変化をしたと推定している。
服部四郎は3拍名詞第7類を、東京式アクセントで○○○型になる「兜」などのグループと、無核型になる「薬」などのグループに分けた。上野はこれを引き継いだほか、讃岐式アクセントで3拍名詞第5類が○○○型（「朝日」など）と!○○○型（「油」など）に分かれることから第5類も2つの類に分けた。上野は日本語（本土方言）の祖語は下降式（!）と低進式（_）、昇り核（○）と下げ核（○）を持つ体系だったとしている(右上の表を参照)。
木部暢子は、アクセントの変化については高起式や低起式、アクセント核からなるアクセント体系がどう変化したかを検討する必要があるとした。木部は、名義抄式アクセントは高起式と低起式、上げ核（○）と下げ核（○）の組み合わせだったと推定した上で、大分方言の外輪東京式における下げ核の位置が名義抄式の上げ核の位置と一致することから、名義抄式の上げ核が下げ核に変化して大分方言が成立したと考えた。また、東北北部のアクセントについて、金田一は外輪東京式が変化したものとし、2拍名詞第4・5類で2拍目が広母音を持つ場合に○○→○○の変化が起きたと考えたが、木部は、名義抄式の上げ核が昇り核に変化し、狭母音を持つ拍は独立性が弱かったため核が一つ前の拍へずれたとしている。
一方、早田輝洋は、名義抄式アクセントの低起式を2種に分け、3拍名詞第4・5・7類はアクセント（下がり目）がない限り低く平らな音調が続く語声調、第6類は低く始まりすぐに上昇する語声調を持つものとし、上がり目の位置は基底において指定されていなかったとした。早田は、2拍名詞第4・5類にアクセント上の独立性の低い助詞である「の」が付いた場合、どちらも「の」が低くなる（すなわち低高-低）となることから、第4・5類は同じL○○型を持ち、第5類は第2音節がやや長めに発音されたために第2音節に下降調が現われたとした。

### 琉球語との比較
琉球語におけるB系列とC系列の区別について、服部四郎は、北琉球方言の多くの地域で2音節名詞のC系列の語の第1音節が長くなっていることから、C系列は祖語において語頭に長母音を持っていたものであるとした。一方、児玉望は、B系列とC系列の区別は日琉祖語における語声調の区別に対応するものと考え、2拍名詞第4・5類のうちB系列が「低高」型、C系列が「昇高」型であったとしている。

### 京阪式と東京式の成立過程をめぐる他の説
京阪式(名義抄式)が変化して東京式になったとする説に対しては、東京式が分布する離れた地域で複数回の同じ変化が同じ順番で起こったと想定している点を、複数の研究者が問題視している。
S.ロバート・ラムゼイは、平安時代の文献に記された声点を定説とは逆に解釈し、上声が低い音調、平声が高い音調を表していたと考えた。すなわち、2拍名詞1類は低低（低）、2類は低高（低）、3類は高高（低）、4・5類は高低（低）というアクセント型をもち、これらの下降位置が保存された体系が東京式で、近畿付近の方言では平安時代よりも後に下降位置が前へ移動し、現代京阪式が成立したとした。ラムゼイがこう推定するのは、京阪式分布地域を囲むように東京式が分布することを方言周圏論で解釈したからである。方言周圏論とは、語彙などが中央から地方へ次々と伝播し、中央から離れるほど古いものを保持するという見方である。
金田一説もラムゼイ説も、全国の方言アクセントを平安時代京都アクセントから変化したものとする点では同じだが、服部四郎は金田一よりも早く発表した論文で、前述のように3拍名詞に平安時代京都にない対立が東京式にあることを指摘し、祖語のアクセントは名義抄式よりも古いもので、これが別々の変化を起こして名義抄式（京阪式）と東京式とへ変化したとした。
金田一らの説に応用されている比較言語学の手法は、それぞれの方言が他の方言から影響を受けたり混じりあったりせず自律的に変化することを前提にしている。一方で山口幸洋は、言語地理学の手法を用い、中央から外側へ向かって順番に京阪式、垂井式、内輪東京式、中輪東京式、外輪東京式、二型、無アクセントが分布するのを方言周圏論で解釈している。金田一は、地方では教育の遅れや他地域との交渉の少なさからアクセントの変化が進みやすかったと考えたが、山口は逆に、地方では中央のアクセントを習得しようと努めただろうとしている。ただし山口の説は中央の京阪式が一番新しいというものではない。山口は、元々中央に京阪式、地方に無アクセントがあり、無アクセントの人が中央アクセントを習得しようとしたものの完全にはできず、変換作用によって二型アクセントが生まれ、その後中央に近い地域ではさらにアクセント型の区別を獲得し東京式、垂井式に変化したと考えた。
ベイズ推定を用いて統計的に全国の方言アクセントの系統樹を推定した研究もあり、これによると京阪式アクセントと東京式アクセントが分かれたのは名義抄式よりも古い時代であり、全国の方言アクセントの祖アクセントは古墳時代中期から平安時代前期にあったと推定された。
無アクセント古形説について検討した高山倫明は、無アクセントは新しく発生したものだと結論付けている。その論拠として、各地の無アクセント方言の間に偶然では考えられない有縁性が認められるわけではないことや、九州で東京式アクセントとニ型アクセントの分布域に挟まれて無アクセントが分布することを挙げている 。